# Viñas
Viñas è un comune spagnolo di 276 abitanti situato nella comunità autonoma di Castiglia e León.